# 麥子豪
麥子豪（英語：Dennis Mak Chi Ho，1987年5月7日—），香港男歌手，曾參加2004年度英皇新秀歌唱大賽。Boy'z及Sun Boy'z成員。

## 簡歷
2005年，關智斌退出男子組合Boy'z，麥子豪加入成為新成員。2006年，陳偉霆加入Boy'z，組合亦易名為「Sun Boy'z」，麥子豪仍是組合中年紀最輕的成員。   
2008年，麥子豪與英皇娛樂解約，到瑞士修讀酒店管理課程。
麥子豪曾於電影《春田花花同學會》中，與Boy'z另一成員張致恆一同客串飾演速遞員。

## 作品

### 電影
2007年 校墓處 飾演 劉卓賓

### MTV
2005年 呼天不應 - 容祖兒

## 外部連結
- 英皇新秀歌唱大賽2004官方網頁